# Lionel Tivoli
Pour les articles homonymes, voir Tivoli (homonymie).
Lionel Tivoli, né le 29 février 1988 à Marseille (Bouches-du-Rhône), est un homme politique français.
Membre du Rassemblement national, il est élu député dans la 2e circonscription des Alpes-Maritimes lors des élections législatives de 2022. Il est réélu lors des élections législatives de 2024.
Il est également conseiller régional de Provence-Alpes-Côte d'Azur, élu en 2015 et réélu en 2021. Conseiller municipal de Vallauris depuis 2020, il est auparavant conseiller municipal d'Antibes à partir de 2014.

## Biographie
Lionel Tivoli naît le 29 février 1988 à Marseille d'un père chef d'entreprise et d'une mère comptable.
Il s'engage en politique dès ses 18 ans et adhère au Front national. À 22 ans, il se porte candidat pour la première fois lors des élections cantonales de 2011 dans le canton de Nice-3, alors secrétaire départemental du Front national de la jeunesse. Il échoue cependant à se faire élire au second tour en remportant 48,83 % des suffrages. En 2014, il entre au conseil municipal d’Antibes dans l'opposition avec quatre colistiers. 
En 2015, il poursuit sur sa lancée et est élu au conseil régional de Provence-Alpes-Côte-d'Azur. La même année, il assume le rôle de secrétaire départemental pour son parti, fonction qu’il occupe toujours.
En 2020, il se présente aux élections municipales de Vallauris. Il termine en quatrième place avec 8,97 % des suffrages. Il est le seul de sa liste à siéger au conseil municipal[réf. souhaitée]. Aux élections sénatoriales de 2020 dans les Alpes-Maritimes, il est troisième sur la liste RN conduite par Philippe Vardon.
En 2021, il est réélu conseiller régional sur la liste conduite par Thierry Mariani.
Lionel Tivoli est candidat aux élections législatives de 2022 pour le Rassemblement national dans la 2e circonscription des Alpes-Maritimes. Il est élu au second tour avec 51,65 % des voix face au député sortant Loïc Dombreval.  Il siège au sein du groupe RN et est membre de la commission des Affaires économiques de l'Assemblée nationale.